# Макаренко Сергій Миколайович (художник)
Сергі́й Микола́́йович Мака́ренко (1904—1979) — український живописець та графік.

## Життєпис
Закінчив міську чоловічу гімназію, відвідував курси Олександра Гофмана при Комерційному училищі. Член Об'єднання сучасних митців України — від 1928 року. 1930 року закінчив Київський художній інститут, викладачі — Лев Крамаренко, Федір Кричевський, Андрій Таран.
Протягом 1930-х років працював у Харкові — керівник художньої майстерні, завідувач кафедри мистецтвознавства педагогічного інституту.
1943 року з дружиною виїхали за кордон. Від 1944 року — в Італії, з 1949—го — в Арґентині. 1960 року переїхав у США. Учасник мистецьких виставок у США від 1960 року.
Автор іконостасів для Троїцької церкви в Нью-Йорку, храмів у Бостоні, Пармі, Трентоні, Клівленді, книжкових ілюстрацій, портретів, полотен у реалістичному стилі на українську історичну тематику.
Для творчості Сергія Макаренка є характерними досконала композиція, спокійний колорит.
Чоловік Надії Сомко.

### Серед творів
- живопис
  - «Чорногорський король Микола» (1946),
  - «Голгофа» (1949),
  - «Після балу» (1958),
  - «Т. Шевченко» (1961, 1964),
  - «Дж. Кеннеді» (1962),
  - «А. Лотоцький» (1962),
  - «О. Архимович» (1965),
  - «І. Мазепа» (1966),
  - «Р. Смаль-Стоцький» (1967),
  - «В. Липинський» (1967),
  - «М. Шашкевич»,
  - «Д. Горняткевич»,
  - «Є. Зиблікевич» (усі — 1970-ті)
- ікони
  - «Спаситель»,
  - «Св. княгиня Ольга»,
  - «Св. князь Володимир»,
  - «Таємна вечеря»,
  - «Різдво Пресвятої Богородиці»,
  - «Благовіщення»,
  - «Успіння Богородиці»,
  - «Чотири євангелісти» (усі — 1970-ті).